# Love and a Burglar
Love and a Burglar è un cortometraggio muto del 1913 diretto da Hay Plumb.

## Trama
Il padre di una ragazza scambia un suo corteggiatore per un ladro e mentre il giovanotto crede che il ladro sia lui.

## Produzione
Il film fu prodotto dalla Hepworth.

## Distribuzione
Distribuito dalla Hepworth, il film - un cortometraggio di 198,02 metri - uscì nelle sale cinematografiche britanniche nel gennaio 1913.
Si conoscono pochi dati del film che, prodotto dalla Hepworth, fu distrutto nel 1924 dallo stesso produttore, Cecil M. Hepworth. Fallito, in gravissime difficoltà finanziarie, il produttore pensò in questo modo di poter almeno recuperare il nitrato d'argento della pellicola.